# Charles Champlin
Charles Davenport Champlin (Hammondsport, 23 de março de 1926 — Los Angeles, 16 de novembro de 2014) foi um crítico de cinema e escritor norte-americano.